# Bernhard Adalbert Emil Koehne
Bernhard Adalbert Emil Koehne, (Sasterhausen, prop de Striegau, Alemanya (avui Strzegom (Polònia), 12 de febrer del 1848– Berlín, Alemanya, 12 d'octubre del 1918) fou un botànic i dendròleg alemany conegut per a la seva revisió de la taxonomia de les litràcies, sobre les quals va escriure un capítol al llibre Das Pflanzenreich (El regne de les plantes) d'Adolf Engler. Koehne va tenir la càtedra de botànica a la universitat de Berlín.

## Obres
- Deutsche Dendrologie, kurze Beschreibung der in Deutschland im Freien aushaltenden Nadel- und Laubholzgewächse, zur schnellen und sicheren Bestimmung der Gattungen, der Arten und einiger wichtigeren Abarten und Formen (Dendrologia alemanya: descripció breu dels arbres pinòpsids i caducifolis trobat en la natura, per a permetre una identificació ràpida de les espècies, famílies i unes varietats i formes importants) Ed. F. Enke, 1893, 602 pàgines

Contribucions majors a:
- Adolf Engler, Das Pflanzenreich
- Adolf Engler i Karl Prantl, Die natürlichen Pflanzenfamilien
- Karl Friedrich Philipp von Martius: Flora Brasiliensis.